# Piero Livi

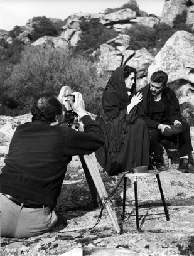
Piero Livi (di spalle) con Mavie Bardanzellu e Matteo Maciocco sul set di “Una storia sarda” (1962)

Piero Livi (Olbia, 1º aprile 1925 – Roma, 2 settembre 2015) è stato un regista italiano.

## Biografia
Dopo aver girato alcuni cortometraggi e il mediometraggio “Una storia sarda”, con Matteo Maciocco e Mavie Bardanzellu, Livi esordisce nel lungometraggio con il film “Pelle di bandito” (1969), ispirato alla storia di Graziano Mesina, con il quale partecipa alla XXX Mostra internazionale d'arte cinematografica di Venezia nella sezione “Nuove tendenze del cinema italiano”. Secondo molti, “Pelle di bandito”, girato ancora con gli attori locali Maciocco e Bardanzellu, è il miglior film realizzato negli anni sessanta sulle ragioni sociali e psicologiche del banditismo in Sardegna. Significativa è la frase che Livi mette in bocca al personaggio principale: “Noi non facciamo questa vita per male, abbiamo bisogno di denaro perché non c'è lavoro e siamo poveri in tutto”.
Contemporaneamente, Livi è promotore della "Mostra Internazionale del cinema d'amatore" di Olbia (1957-1966) e della "Mostra Internazionale del cinema indipendente” (1967- 1974).
Nel 1976, la casa di produzione Cine Tv Universal gli finanzia il sequel del suo primo film che si intitola “Dove volano i corvi d'argento”, con Corrado Pani, Jenny Tamburi, Flavio Bucci, Renzo Montagnani, Regina Bianchi e Giampiero Albertini. È la storia di un sardo che lavora in continente, richiamato sull'isola per vendicare la morte del fratello. Contrariamente al volere paterno, il giovane ritiene di non dover uccidere i colpevoli ma di consegnarli alla giustizia.
Dopo quasi venticinque anni di inattività, nel 1999, Livi gira “Sos laribiancos - I dimenticati”,  dal romanzo di Francesco Masala “Quelli dalle labbra bianche” (menzione d'onore al Palm Springs International Film Festival), con Lucio Salis, Sandro Ghiani e Alessandro Partexano.
Infine, nel 2005, a ottant'anni: “Maria sì”, un film che tratta dell'amore di due adolescenti, con Anna Galiena e Jacques Perrin.
Solo negli ultimi anni, la sua figura è rivalutata e collocata nel giusto rilievo. Nel 2008, l'emittente LA7 gli dedica uno spazio notturno nella trasmissione condotta da Paola Maugeri. Il 30 e il 31 marzo 2010, al Cinema Trevi di Roma, il Centro Sperimentale di Cinematografia cura una rassegna retrospettiva dei suoi film comprendente incontri con Giuliano Montaldo, Ettore Scola, Gian Luigi Rondi, con la partecipazione di Mavie Bardanzellu, l'attrice sarda più rappresentativa della cinematografia del regista olbiese.
Livi è stato consigliere nazionale, segretario nazionale e vice presidente della Federazione italiana dei cineclub (FEDIC).

## Filmografia
- Marco del mare (1957)
- Visitazione (1958)
- Il faro (1961)
- Una storia sarda (1962)
- I 60 di Berchiddeddu (1965), co-regia con Aldo Serio
- Il cerchio del silenzio (1966), co-regia con Aldo Serio
- Pelle di bandito (1969)
- Dove volano i corvi d'argento (1976)
- Sos laribiancos - I dimenticati (2001)
- Maria sì (2005)